# ذخیره‌گاه طبیعی پاریکا
ذخیره‌گاه طبیعی پاریکا (استونیایی: Parika looduskaitseala) یک ذخیره‌گاه طبیعی در شهرستان ویلیاندی، استونی است که در سال ۱۹۸۱ میلادی به ثبت رسیده و ۲٬۱۸۲ هکتار وسعت دارد.
از جانوران این منطقه میتوان به عقاب خال‌دار کوچک، لک‌لک سیاه و حواصیل خاکستری اشاره کرد. 